# Бегство Логана (фильм, 1976)
«Бегство Логана» (англ. Logan's Run) — фантастический кинофильм в жанре антиутопии, действие которого происходит в XXIII веке нашей эры, снятый по одноимённой книге Уильяма Нолана и Джорджа Клейтона Джонсона. Премия «Оскар» за спецэффекты и шесть кинопремий «Сатурн».

## Сюжет
2274 год. После ядерной войны люди поселились в городах, защищённых от наземной радиации сверхгерметичными куполами. Вся жизнь под куполом регулируется главным компьютером. Обитатели практически лишены всяких забот, даже дети выращиваются в инкубаторах.
Жители подкупольного города проводят своё время в развлечениях — они занимаются сексом с разными партнёрами (каких-либо семейных и даже просто постоянных отношений нет), занимаются спортом, смотрят зрелища. Однако продолжается такая сладкая жизнь недолго. Вследствие перенаселения и нехватки жизненного пространства под куполом было принято постановление о том, что каждый достигший тридцатилетнего возраста подлежит «преображению в огненной карусели». Проще говоря — уничтожению лазером. При приближении тридцатилетнего возраста многие граждане пытаются организованно скрываться от полиции с тем, чтобы сохранить себе жизнь.
Логан — один из спецподразделения «песочных людей», которые должны ловить подобных беглецов.
Однажды компьютер даёт Логану задание внедриться в среду беглецов, и выяснить, где находится мифическое убежище (святилище, похожее на «Анх»), куда они стремятся попасть. Одновременно вживлённые в ладонь «часы жизни» Логана переводятся на тридцать лет. Когда он спрашивает, вернут ли ему его настоящий возраст (26 лет) после выполнения задания, компьютер ему не отвечает.
Теперь Логан становится настоящим беглецом, который по законам этого мира должен быть уничтожен. Вместе с подругой Джессикой он вынужден скрываться от своего бывшего напарника и властей.
По ходу фильма они плывут через ирригационную систему, поднимаются в лифте, пробираются через ледяной туннель, в котором обитает опасный робот, — и в конце концов выбираются за пределы замкнутого мира своего города. Они попадают в заросший деревьями разрушенный город — Вашингтон, видят монумент Вашингтону и Капитолий, заходят в мемориал Линкольну.
Среди руин они встречают чудаковатого старика (Питер Устинов) — первого, которого они увидели в своей жизни. Из разговора со стариком выясняется, что надкупольный мир очистился от радиации и вполне пригоден для проживания. Остаётся только сообщить радостную весть жителям подкупольного города.
Через систему водоснабжения Логан и Джессика проникают в город, в то время как старик остаётся ждать снаружи. Логан и Джессика обещают старику, что они приведут наружу из города много молодых людей, для которых он будет живым доказательством возможности жизни вне купола.
Попав в город, Логан и Джессика пытаются рассказать жителям о внешнем мире, но их признают за сумасшедших. В итоге Логана и Джессику арестовывает полиция. Их приводят в зал с главным компьютером, который хочет знать, что узнал Логан. Однако показания Логана настолько не соответствуют ожиданиям компьютера, что у компьютера случается сбой. Из-за этого приходит в негодность вся система жизнеобеспечения города. Город рушится, жители выходят наружу и встречают там ожидавшего их старика.
В последний момент фильма старик замечает в толпе Логана и Джессику, машет им рукой и улыбается. Логан и Джессика машут и улыбаются в ответ.
С 1977 по 1978 годы был выпущен телесериал «Бегство Логана», основанный на сюжете фильма, но растянутый на 14 серий. Однако, объявил о закрытии сериала после первого сезона.

## В ролях
- Майкл Йорк — Логан
- Ричард Джордан — Франс
- Дженни Эгаттер — Джессика
- Роско Ли Браун — Бокс
- Фэрра Фосетт — Холли
- Майкл Андерсон мл. — Док
- Питер Устинов — старик
- Рэндольф Робертс
- Лара Линдсэй — беглянка
- Гари Морган — Билли

## Премии и награды
- Премия «Оскар» за лучшие визуальные эффекты (1977 г.)
- Премия «Сатурн» за лучший научно-фантастический фильм, лучшая операторская работа, лучшие декорации, лучшие костюмы, лучшие декорации и лучший грим (1977 г.)

## Факты
- В одной из серий мультсериала «Гриффины» пародируется сцена побега Логана в городе.
- Фильм упоминается в книге Дэна Брауна «Инферно».
- В книге Уильяма Нолана и Джорджа Клейтона Джонсона «крайним возрастом» был 21 год, однако в фильме его увеличили до 30 лет.
- В одной из серий сериала «Звёздные врата: Атлантида» главные герои посещали поселение, где люди, достигнув 25 лет, совершали самоубийство.

## Ремейк
В феврале 2011 года газета Variety сообщила, что студия Warner Bros., в течение десяти лет планировавшая снять новую версию фильма 1976 года, ведёт переговоры с актёром Райаном Гослингом и режиссёром Н. В. Рефном. Первому предложена главная роль в будущем ремейке, второму — кресло постановщика. По состоянию на сентябрь 2011 года проект с участием Гослинга по-прежнему находился в стадии разработки. Также стало известно, что сценаристом станет геймдизайнер и глава Irrational Games Кен Левин.
В апреле 2015 года стало известно, что актер Райан Гослинг выбыл из ремейка «Бегство Логана». Вместо это студия Variety планирует главным героем сделать женщину.
В марте 2018 года появилась информация, что сценарий напишет Питер Крэйг, работавший над фильмами Голодные игры и Кавалерия, режиссёром назначен продюсер фильма Люди икс Саймон Кинберг, Джоэл Силвер выступит продюсером.